# Sân bay Lampang
Sân bay Lampang (tiếng Thái: ท่าอากาศยานลำปาง) (IATA: LPT, ICAO: VTCL) là một sân bay tại Lampang, Thái Lan.

## Các hãng hàng không và các điểm đến
| Hãng hàng không | Các điểm đến         |
| --------------- | -------------------- |
| Bangkok Airways | Bangkok–Suvarnabhumi |
| Nok Air         | Bangkok–Don Mueang   |

## Thống kê
| Năm  | Hành khách | Thay đổi | Chuyến bay |
| ---- | ---------- | -------- | ---------- |
| 2011 | 22,343     | 20.29%   | 739        |
| 2012 | 55,958     | 50.45%   | 1,214      |
| 2013 | 77,848     | 39.12%   | 1,612      |
| 2014 | 120,520    | 54.81%   | 2,515      |
| 2015 | 261,428    | 116.92%  | 4,602      |